# Jouannetia vignoni
Jouannetia vignoni is een tweekleppigensoort uit de familie van de Pholadidae. De wetenschappelijke naam van de soort is voor het eerst geldig gepubliceerd in 1862 door Fischer.